# Manoel Nunes Coelho

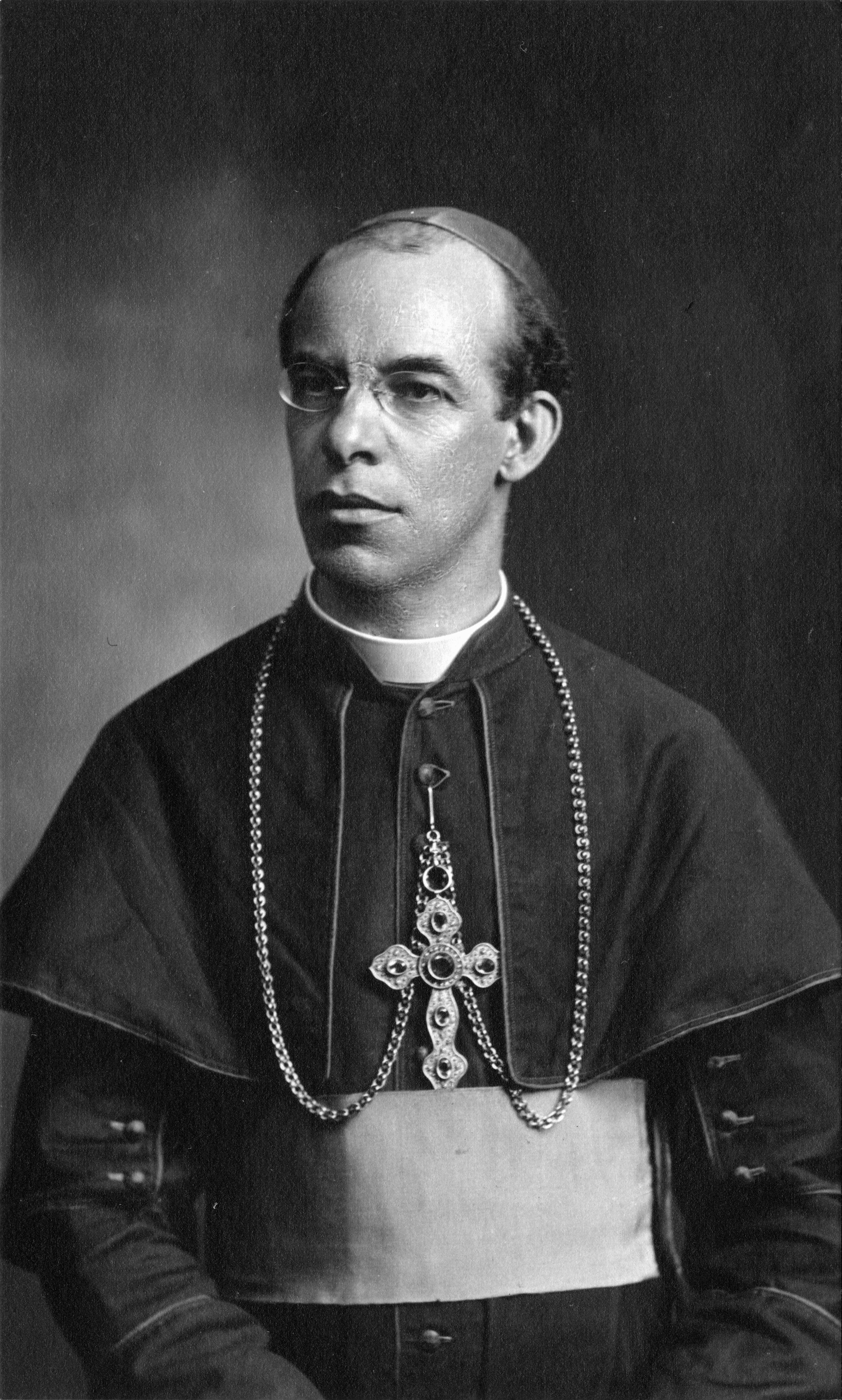
Manoel Nunes Coelho

Manoel Nunes Coelho (* 12. Februar 1884 in Virginópolis, Minas Gerais; † 8. Juli 1967) war ein brasilianischer Geistlicher und römisch-katholischer Bischof von Luz.

## Leben
Manoel Nunes Coelho empfing am 7. April 1907 das Sakrament der Priesterweihe.
Am 10. Juni 1920 ernannte ihn Papst Benedikt XV. zum ersten Bischof von Aterrado (später: Luz). Der Erzbischof von Diamantina, Joaquim Silvério de Souza, spendete ihm am 14. November desselben Jahres die Bischofsweihe; Mitkonsekrator war der Weihbischof in Diamantina, Antônio José dos Santos CM.